# Сіхувек
Сіхувек (пол. Sichówek, нім. Arnoldshof) — село в Польщі, у гміні Менцинка Яворського повіту Нижньосілезького воєводства.
Населення — 83 особи (2011).
У 1975-1998 роках село належало до Легницького воєводства.

## Демографія
Демографічна структура станом на 31 березня 2011 року:
|          | Загалом | Допрацездатний вік | Працездатний вік | Постпрацездатний вік |
| -------- | ------- | ------------------ | ---------------- | -------------------- |
| Чоловіки | 42      | 9                  | 27               | 6                    |
| Жінки    | 41      | 10                 | 20               | 11                   |
| Разом    | 83      | 19                 | 47               | 17                   |